# Torpedo Rīga
FK Torpedo Rīga foi uma equipe letão de futebol com sede em Riga. Disputava a primeira divisão da Letónia (Campeonato Letão de Futebol).
Seus jogos foram mandados no Latvijas Universitates Stadions, que possui capacidade para 5.000 espectadores.

## História
O FK Torpedo Rīga foi fundado em 1979.